# Artský despotát
Artský despotát neboli despotát Arta (řecky Δεσποτάτο της Άρτας, Despotati i Artës) byl státní útvar na Balkáně pozdního středověku. Byl založen albánskými vůdci roku 1359 poté, co byl v bitvě u Achelous poražen epirský despota Nikeforos II. Orsini. Po smrti Gjin Bua Shpaty, který byl současně despotou Angelokastronu a Lepanta, splynul Artský despotát roku 1374 se sousedním despotátem Angelokastronon a Lepanto. Artský despotát zanikl v roce 1416, kdy byl dobyt zpět Epirským despotátem pod vedením Karla I. z italského rodu Tocco, čímž byl Epirus opět sjednocen. Vnitřně však zůstával nejednotný a znesvářený a roku 1479 byl dobyt osmanskými Turky.

## Seznam despotů Arty

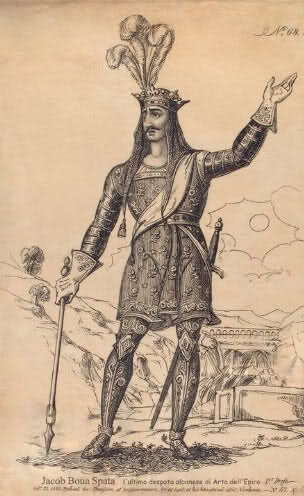
Jakub Shpata, poslední pán z Arty

### dynastie Lošů
- Petr Loša (1359–1374) jako despota Arty pod Srbskou říší

### dynastie Shpatů
- Gjin Bua Shpata (1374–1399) jako despota Arty a despota Angelokastronu a Lepanta
- Sgouros Shpata (1400–1403) jako despota Arty a pán Angelokastronu
- Mořic Shpata (1399–1414 nebo 1415) jako pán z Arty
- Jakub Shpata (1414 nebo 1415 – 1. října 1416) jako pán z Arty